# エイトメン・アウト
『エイトメン・アウト』（原題: Eight Men Out）は、1988年制作のアメリカ映画。日本では劇場未公開。ジョン・セイルズ監督。
原作は1963年に出版され、ブラックソックス事件を本格的に取り扱った。その映画化作品である。「登板試合で全力を出せば妻に危害が及ぶ」と謎の匿名の人物から脅迫されてわざと失点する場面があるが、のちに作者のエリオット・アジノフはこの場面は創作である事を認めている。

## あらすじ
シカゴ・ホワイトソックスのオーナーはチームに対して緊縮した財政をとることで知られていた。そのことは当然、選手の間でも不満の種であり地域での優勝のシャンパンは空けてもあふれ出ないような気の抜けた物が届けられいた。洗濯すらまともにされずホワイトソックスならぬブラックソックスと揶揄されていたプレイヤーの間でくすぶっていた鬱積は給与に結び付き許されるはずのない八百長…ギャンブルとそれに関わる裏社会と繋がっていった。裏社会からの脅しによってもはや勝つことは許されずホワイトソックスはワールドシリーズを敗北するが、それが不可解なものとして大々的に扱われることになる。
裁判とコミッショナー制度。アメリカ野球界を揺さぶったブラックソックススキャンダルは終身という保障の上のコミッショナーという強大な権限を生み出し、そのコミッショナーによる永久追放という言葉、それによって野球から消えることを余儀なくされた八人の選手を残して終わった。
後年、独立リーグのフィールドに立つ優秀な選手を、哀愁と憧憬の目で見る観客がいた。
名前を変えてもなお野球をプレイすることを止めない選手と追放されたことを背負い野球を失った観客という対比をし作品は終わる。

## キャスト
※括弧内は日本語吹替（テレビ初回放送1997年11月28日、テレビ東京『午後のロードショー』）
悲運の8人（アンラッキー・エイト）
- ジョー・ジャクソン（外野手）：D・B・スウィーニー（堀川仁）
- エディ・シーコット（投手）：デビッド・ストラザーン（入江崇史）
- レフティ・ウィリアムズ（投手）：ジェリード
- チック・ガンディル（一塁手）：マイケル・ルーカー（田中正彦）
- フレッド・マクマリン（内野手）：ペリー・ラング（鳥畑洋人）
- スウィード・リスバーグ（遊撃手）：ドン・ハーヴェイ（坂口賢一）

- ハッピー・フェルシュ（中堅手）：チャーリー・シーン（堀井真吾）
- バック・ウィーバー（三塁手）：ジョン・キューザック（家中宏）

シカゴ・ホワイトソックスの他の選手・監督
- キッド・グリーソン（監督）：ジョン・マホーニー（小山武宏）
- レイ・シャーク（捕手）：ゴードン・クラップ
- エディ・コリンズ[4]（二塁手）：ビル・アーウィン
- ディッキー・カー[5]（投手）：ジェイス・アレクサンダー

その他
- チャールズ・コミスキー（シカゴ・ホワイトソックスオーナー）：クリフトン・ジェームズ（島香裕）
- ケネソー・マウンテン・ランディス（MLBコミッショナー）：ジョン・アンダーソン（英語版）
- リング・ラードナー（ジャーナリスト）：ジョン・セイルズ
- アーノルド・ロススタイン（マフィア）：マイケル・ラーナー（園江治）
- ビル・バーンズ（英語版）（元野球選手）：クリストファー・ロイド（水野龍司）
- ビリー・マハーグ（英語版）（元野球選手）：リチャード・エドソン
- エイブ・アッテル（元プロボクサー）：マイケル・マンテル（後藤敦）
- レフティ・ウィリアムズの妻：ナンシー・トラビス
- ジョー・ジャクソンの妻：ウェンディ・マッケナ